# Józefpol (rejon wileński)
Józefpol (lit. Juozapinė) – dawny zaścianek. Tereny na których był położony, leżą obecnie na Litwie, w okręgu wileńskim, w rejonie wileńskim, w gminie Sużany.
Współcześnie część wsi Sużany.

## Historia
W dwudziestoleciu międzywojennym leżał w Polsce, w województwie wileńskim, w powiecie wileńsko-trockim, w gminie Niemenczyn. W 1931 miejscowość liczyła 10 mieszkańców, zamieszkałych w 1 budynku.
Po II wojnie światowej w granicach Związku Sowieckiego. Od 1991 na niepodległej Litwie.